# Jeong Jae-Bong
Jeong Jae-Bong (en coreano: 정재봉) es una deportista surcoreana que compitió en tiro con arco, en la modalidad de arco recurvo. Ganó tres medallas en el Campeonato Mundial de Tiro con Arco al Aire Libre, en los años 1983 y 1987.

## Palmarés internacional
| Campeonato Mundial al Aire Libre | Campeonato Mundial al Aire Libre | Campeonato Mundial al Aire Libre | Campeonato Mundial al Aire Libre |
| Año                              | Lugar                            | Medalla                          | Prueba                           |
| -------------------------------- | -------------------------------- | -------------------------------- | -------------------------------- |
| 1983                             | Los Ángeles (Estados Unidos)     | Medalla de oro                   | Equipo                           |
| 1983                             | Los Ángeles (Estados Unidos)     | Medalla de plata                 | Individual                       |
| 1987                             | Adelaida (Australia)             | Medalla de plata                 | Equipo                           |